# Le Soleil de Cocody
Pour les articles homonymes, voir Cocody (homonymie).
Le Soleil de Cocody est une compagnie ivoirienne de danse et de théâtre, créée à Abidjan en 1980 par Diallo Ticouaï Vincent.

Invité à évoquer trente ans d’activités culturelles — théâtrales ou chorégraphiques —  de la compagnie du « Soleil de Cocody » en Côte d’Ivoire, son fondateur Diallo Ticouaï Vincent déclare :  

« Nous sommes dans une dynamique. D’abord, dire merci à tous les Ivoiriens. Quand vous avez passé trente ans sur la scène, vous le devez à la souffrance de certaines personnes qui vous ont soutenu, à la passion de personnes dont les critiques vous ont permis de vous remettre en cause chaque fois, pour devenir très excellent. Donc ces gens qui vous ont permis d’aimer votre métier et de le pratiquer pour faire partie des maillons de la chaîne de développement de ce pays, ces gens-là à un moment donné il faut venir vers eux pour leur dire merci.
Je veux rendre hommage à tous les Ivoiriens, qu’ils aiment le théâtre ou pas. C’est pourquoi, je parcoure toute la Côte d’Ivoire.
Là où existe un espace qui peut accueillir un spectacle de théâtre, je jouerai pour eux »

La compagnie « Le Soleil de Cocody » a notamment compté parmi ses membres, de 1987 à 1991, la réalisatrice et comédienne Marie-Louise Asseu, ; la percussionniste, danseuse et chorégraphe (et Me en sociologie) franco-algérienne Fatima Leghzal ; les actrices Noëlle Kalou et Germaine Kouassi. 
« Le Soleil de Cocody » affiche à son répertoire théâtral, des pièces telles que L’impossible Voisinnage ou L’État des lieux dans lesquelles il est fait état (avec humour) de certains problèmes sociaux, où sont dénoncés d’éventuels travers de la société ivoirienne. 